# Agrotis evanescens
Agrotis evanescens là một loài bướm đêm thuộc họ Noctuidae. Nó là loài đặc hữu của Laysan.